# Абт-Нейферт, Нина Фердинандовна
Нина Фердинандовна Абт-Нейферт (21 января 1945, Магнитка, Челябинская область — 1 апреля 2018, Пермь) — советская и российская оперная певица (сопрано), педагог. Заслуженная артистка РСФСР (1986). Лауреат Государственной премии РСФСР имени М. И. Глинки (1984). 

## Биография
Родилась 21 января 1945 года в рабочем посёлке Магнитка (Кусинский район, Челябинская область).
Окончила Челябинское музыкальное училище. С 1964 по 1969 год училась в УрГК имени М. П. Мусоргского, окончила её по специальности «Пение» с квалификацией «Оперная и концертная певица, преподаватель».
Участвовала в студенческих смотрах в разных городах страны, дебютировала на оперной сцене в Екатеринбурге. С 1969 по 1973 год работала в Чувашском государственном музыкальном театре (ныне Чувашский театр оперы и балета), с 1973 по 1977 год — в Челябинском театре оперы и балета имени М. И. Глинки, с 1977 по 1981 год — в Красноярском государственном театре оперы и балета). С марта 1981 года — ведущая солистка Пермского театра оперы и балета, одновременно с 1994 года профессор кафедры сольного пения Пермской государственной академии искусства и культуры (ныне Пермский государственный институт культуры). Исполнила 27 ведущих оперных партий в театрах России.
С 1994 по 2018 год занималась педагогической деятельностью в Пермском институте искусства и культуры (ныне Пермский государственный институт культуры): доцент кафедры сольного пения (1994—2011), профессор (2011—2018). В 2001 году ей присвоено учёное звание доцента. С 2007 по 2009 год исполняла обязанности заведующего кафедрой сольного пения.
Подготовила 18 выпускников по специальности «Вокальное искусство» (академическое пение), из них 7 лауреатов и дипломантов международных и всероссийских конкурсов. Выпускники работают солистами оперных театров и филармонических организаций городов России. Среди них — солистка пермской оперы, лауреат международного конкурса Елена Шумкова.
Работала в составе жюри различных конкурсов (международные, всероссийские и краевые), председателем государственной квалификационной комиссии в Пермском музыкальном колледже, также была членом комиссии по присуждению премии города Перми в области искусства и культуры.
Умерла 1 апреля 2018 года в Перми.

## Оперные партии
- «Тоска» Дж. Пуччини — Тоска
- «Чио-Чио-Сан» Дж. Пуччини — Чио-Чио-Сан
- «Аида» Дж. Верди — Аида
- «Трубадур» Дж. Верди — Леонора
- «Евгений Онегин» П. И. Чайковского — Татьяна
- «Война и мир» С. С. Прокофьева — Наташа
- Ф. Пуленка «Человеческий голос» — моноопера
- «Огненный ангел» С. С. Прокофьева — Рената (первое исполнение в России)
- «Клеопатра» Ж. Массне — Октавия
- «Орлеанская дева» П. И. Чайковского — Агнесса
- «Чародейка» П. И. Чайковского — Кума
- «Пиковая дама» П. И. Чайковского — Лиза
- «Дон Жуан» В. А. Моцарта — Донна Анна
- «Богема» Дж. Пуччини — Мими
- «Паяцы» Р. Леонкавалло — Недда
- «Сельская честь» Пьетро Масканьи — Сантуцца
- «Летучий голландец» Р. Вагнера — Сента
- «Князь Игорь» А. П. Бородина — Ярославна

Имела обширный камерный репертуар (романсы П. И. Чайковского и С. В. Рахманинова, вокальные циклы Р. Шумана, В. А. Гаврилина).

## Признание
- заслуженная артистка РСФСР (1986);
- Государственная премия РСФСР имени М. И. Глинки (1984) — за исполнение партии Наташи в спектакле «Война и мир» С. С. Прокофьева;
- Почётная грамота министерства культуры Пермского края (2015);
- многочисленные грамоты и благодарности оргкомитетов конкурсов за подготовку дипломантов.